# 埃伦·奥西尔
埃伦·奥西尔（丹麥語：Ellen Osiier，1890年8月13日—1962年9月6日），丹麦女子击剑运动员。她曾代表丹麦参加1924年夏季奥林匹克运动会击剑比赛，获得女子个人花剑金牌，成为历史上首位女子击剑奥运冠军。